# Graphis vestitoides
Graphis vestitoides är en lavart som först beskrevs av Fink, och fick sitt nu gällande namn av Staiger. Graphis vestitoides ingår i släktet Graphis och familjen Graphidaceae.   Inga underarter finns listade i Catalogue of Life.